# Dragan Zorić
Dragan Zorić, född den 20 maj 1979 i Bačka Palanka, Serbien, är en serbisk kanotist.
Han tog bland annat VM-guld i K-2 200 meter i samband med sprintvärldsmästerskapen i kanotsport 2005 i Zagreb.